# Юсель
Юсе́ль (фр. Ucel, окс. Ucèl) — коммуна во Франции, находится в регионе Рона — Альпы. Департамент коммуны — Ардеш. Входит в состав кантона Валь-ле-Бен. Округ коммуны — Ларжантьер.
Код INSEE коммуны — 07325.

## Население
Население коммуны на 2008 год составляло 1894 человека.
| 1962 | 1968 | 1975 | 1982 | 1990 | 1999 | 2008 |
| ---- | ---- | ---- | ---- | ---- | ---- | ---- |
| 1024 | 1163 | 1395 | 1719 | 1677 | 1750 | 1894 |

## Экономика
В 2007 году среди 1157 человек в трудоспособном возрасте (15—64 лет) 799 были экономически активными, 358 — неактивными (показатель активности — 69,1 %, в 1999 году было 69,8 %). Из 799 активных работали 722 человека (376 мужчин и 346 женщин), безработных было 77 (41 мужчина и 36 женщин). Среди 358 неактивных 107 человек были учениками или студентами, 155 — пенсионерами, 96 были неактивными по другим причинам.